# Đảo Cuttyhunk
Đảo Cuttyhunk  là một hòn đảo trong quần đảo Elizabeth của Massachusetts. Từng là một địa điểm để khai thác sát mộc bị chiếm giữ trong vài tuần vào năm 1602, có thể xem đây là điểm dân cư đầu tiên của Anh ở New England. Cuttyhunk nằm giữa Buzzards Bay về phía bắc và eo biển Vineyard về phía nam. Đảo Penikese và đảo Nashawena lần lượt nằm ở phía bắc và đông.
Đảo này rộng 580 mẫu Anh (0,91 dặm vuông Anh; 2,3 km2), với dân số 52 người theo thống kê 2000. Đây là đảo lớn thứ tư quần đảo Elizabeth và về hành chính thì nằm trong thị trấn Gosnold.

## Địa lý

### Sinh thái

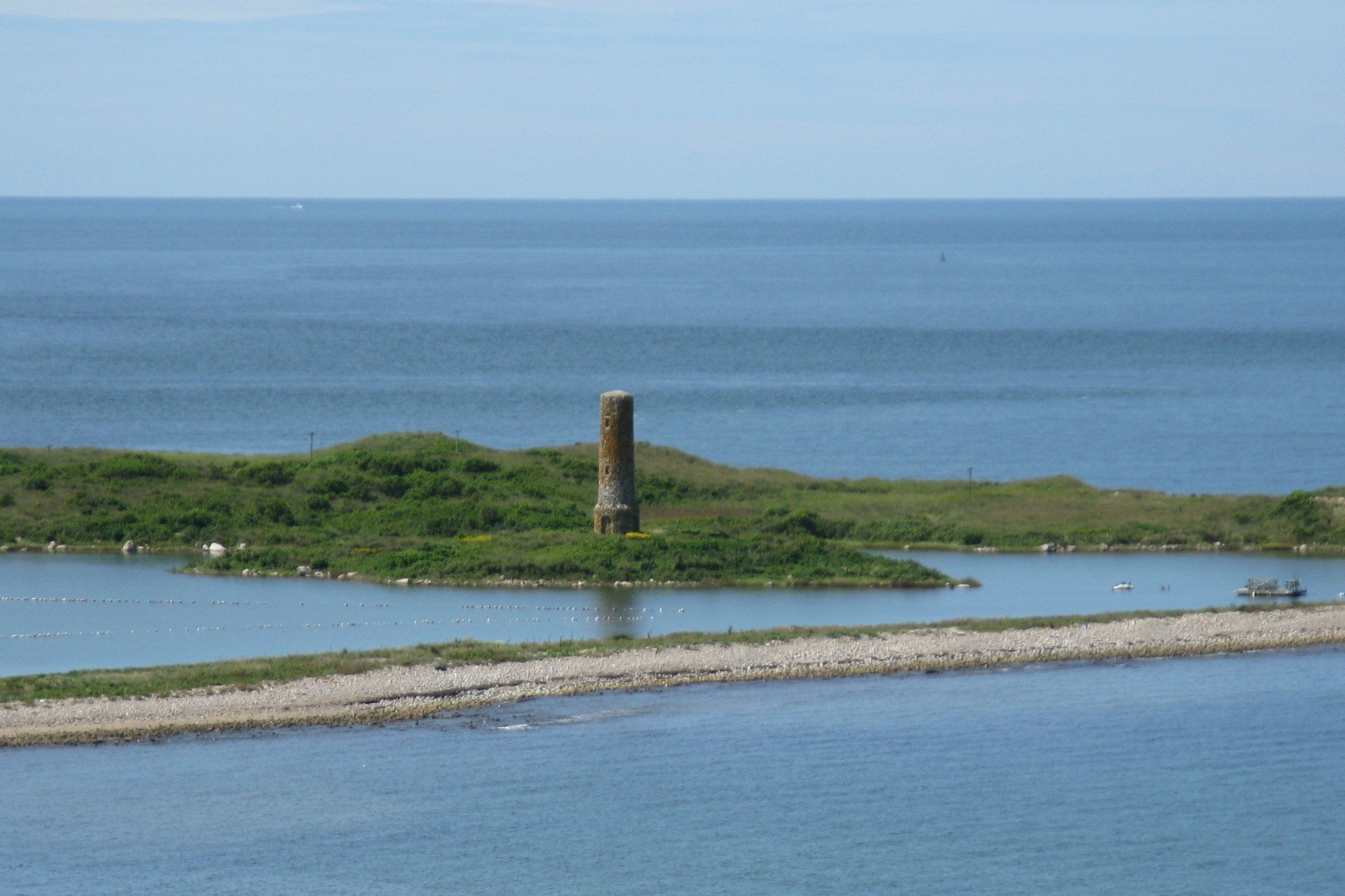
Tượng đài Bartholomew Gosnold

Cuttyhunk dài chừng một dặm rưỡi, và rộng ba phần tư dặm, với một hải cảng tự nhiên ở phía đông. Nửa hòn đảo là nơi bảo tồn tự nhiên. Nó là nơi cư ngụ cho nhiều loài chim gồm choi choi chân vàng, nhàn bé, chim mò ốc Mỹ, cũng như nhiều động vật có vú như hươu đuôi trắng, chuột chân trắng, và thỏ đuôi bông Bắc Mỹ. Ở đây cũng có một quần thể nhỏ sói đồng cỏ. Cuttyhunk có đa số các loại hoa dại tại New England, cũng như thanh mai và hương đậu.
Hai bán đảo choãi ra từ phần chính của đảo, gọi là Canapitsit (phía nam) và Copicut Neck (phía bắc). Bờ biển chỉ yếu được tạo nên từ đá. Cuttyhunk được hình thành từ những loại đá mà cũng có mặt ở Vermont và New Hampshire.
Điểm cao nhất trên đảo là Lookout Hill, đạt 154 foot (47 m) trên mực nước biển. The Lookout là nơi có một trong 6 boong ke phòng thủ mà Tuần duyên Hoa Kỳ xây dựng năm 1941 để phát hiện U-boat của Quốc Xã trong vùng biển xung quanh. Thiết bị quan sát và vũ khí đã được tháo bỏ vào cuối Thế chiến II, và boong ke nay là địa điểm píc níc.

### Khí hậu
| Dữ liệu khí hậu của Cuttyhunk, MA | Dữ liệu khí hậu của Cuttyhunk, MA | Dữ liệu khí hậu của Cuttyhunk, MA | Dữ liệu khí hậu của Cuttyhunk, MA | Dữ liệu khí hậu của Cuttyhunk, MA | Dữ liệu khí hậu của Cuttyhunk, MA | Dữ liệu khí hậu của Cuttyhunk, MA | Dữ liệu khí hậu của Cuttyhunk, MA | Dữ liệu khí hậu của Cuttyhunk, MA | Dữ liệu khí hậu của Cuttyhunk, MA | Dữ liệu khí hậu của Cuttyhunk, MA | Dữ liệu khí hậu của Cuttyhunk, MA | Dữ liệu khí hậu của Cuttyhunk, MA | Dữ liệu khí hậu của Cuttyhunk, MA |
| Tháng                             | 1                                 | 2                                 | 3                                 | 4                                 | 5                                 | 6                                 | 7                                 | 8                                 | 9                                 | 10                                | 11                                | 12                                | Năm                               |
| --------------------------------- | --------------------------------- | --------------------------------- | --------------------------------- | --------------------------------- | --------------------------------- | --------------------------------- | --------------------------------- | --------------------------------- | --------------------------------- | --------------------------------- | --------------------------------- | --------------------------------- | --------------------------------- |
| Trung bình ngày tối đa °F (°C)    | 37 (3)                            | 39 (4)                            | 46 (8)                            | 56 (13)                           | 67 (19)                           | 77 (25)                           | 83 (28)                           | 82 (28)                           | 74 (23)                           | 63 (17)                           | 52 (11)                           | 42 (6)                            | 59.833 (15.46)                    |
| Tối thiểu trung bình ngày °F (°C) | 20 (−7)                           | 22 (−6)                           | 29 (−2)                           | 38 (3)                            | 48 (9)                            | 58 (14)                           | 65 (18)                           | 65 (18)                           | 57 (14)                           | 46 (8)                            | 37 (3)                            | 26 (−3)                           | 42.583 (5.88)                     |
| Nguồn:                            |                                   |                                   |                                   |                                   |                                   |                                   |                                   |                                   |                                   |                                   |                                   |                                   |                                   |